# Альбертсон, Мэйбл
Мэйбл Альбертсон (англ. Mabel Albertson, 24 июля 1901 — 28 сентября 1982) — американская актриса, сестра актёра Джека Альбертсона и свекровь актрисы Клорис Личман.
Мэйбл Альбертсон родилась в штате Массачусетс в семье еврейских эмигрантов из России. Она наиболее известная по роли Филисс Стивенс в телесериале «Моя жена меня приворожила». Наиболее известные фильмы с её участием это «Босиком по парку» (1967) и «В чём дело, док?» (1972), где она сыграла миссис Ван Хоскинс, богатую даму у которой похитили бриллианты. Помимо этого она несколько раз появлялась на бродвейской сцене.
Мэйбл Альбертсон умерла от болезни Альцгеймера в возрасте 81 года. Она была кремирована, а её прах развеян над Тихим океаном.

## Избранная фильмография
| Год  |   | Русское название              | Оригинальное название              | Роль                       |
| ---- | - | ----------------------------- | ---------------------------------- | -------------------------- |
| 1954 | ф | О миссис Лесли                | About Mrs. Leslie                  | Миссис Симс                |
| 1955 | ф | Паутина                       | The Cobweb                         | Режина Митчелл-Смит        |
| 1956 | ф | Выкуп                         | Ransom!                            | Миссис Патридж             |
| 1957 | ф | Человек боится                | Man Afraid                         | Мэгги                      |
| 1958 | ф | Долгое жаркое лето            | Long hot summer                    | Миссис Стюарт              |
| 1959 | ф | Садовая беседка               | The Gazebo                         | Мисс Чэндлер               |
| 1961 | ф | Всей работы на одну ночь      | All in a Night's Work              | Миссис Кинсли              |
| 1962 | ф | Период привыкания             | Period of Adjustment               | Миссис Элис МакГилл        |
| 1964 | ф | Моя жена меня приворожила     | Bewitched                          | Филис Стивенс, мама Дарина |
| 1966 | ф | Страшное безумие              | A Fine Madness                     | Председатель               |
| 1967 | ф | Босиком по парку              | Barefoot in the Park               | Харриет                    |
| 1970 | ф | В ясный день увидишь вечность | On a Clear Day You Can See Forever | Миссис Хэтч                |
| 1972 | ф | В чём дело, док?              | What's up, Doc?                    | Миссис Ван Хоскинс         |